# Våra bästa år (musikalbum)
Våra bästa år är ett dubbelt samlingsalbum av det svenska dansbandet Thorleifs, släppt 2007.  Sju av melodierna var då nya. Albumet släpptes utanför Sverige i särskilda specialversioner i Danmark, Finland och Norge.  På albumlistorna placerade det sig som högst på 24:e plats i Danmark och sjunde plats i Sverige.

## Låtlista

### CD 1
1. "Våra bästa år"
2. "Skicka mig ett vykort"
3. "Varenda gång"
4. "Låt mig bli din egen ängel"
5. "Med dej vill jag leva"
6. "Rosor doftar alltid som mest (när det skymmer)"
7. "Till Folkets park"
8. "Andante, Andante" (instrumental)
9. "Du, bara du"
10. "Kurragömma"
11. "Gråt inga tårar"
12. "Aldrig nå'nsin (glömmer jag dig)"
13. "Farväl"
14. "En liten ängel"
15. "The Night Has a Thousand Eyes"
16. "Att glömma är inte så enkelt"
17. "Spar dina tårar"
18. "Tre gringos"
19. "Ring en signal"
20. "Gröna blad"
21. "Om du lämnar mig"
22. "Chattanooga Choo Choo"

### CD 2
1. "Vi ses igen"
2. "Sakna och aldrig glömma"
3. "Gång efter gång"
4. "Och du tände stjärnorna"
5. "En dag i juni" ("Safe in My Garden")
6. "Nu kommer tårarna igen"
7. "Genom skogar över ängar"
8. "Skänk mig dina tankar"
9. "Only You"
10. "Älskar du mig än som förr"
11. "Drömmarnas tid är förbi"
12. "Ingen får mig att längta som du"
13. "Raka rör (och ös till bäng)"
14. "Kärleken skall vinna"
15. "The Last Farewell" (instrumental)
16. "Kommer hem till dig"
17. "Fem röda rosor"
18. "Ner mot havet" ("You Want Love")
19. "Det sa bom bom i mitt hjärta"
20. "Du gav mig kärlek"
21. "I Mexicos land" ("South of the Border") (bonus)
22. "Ra-Ta-Ta" (bonus)

## Listplaceringar
| Lista (2007-2008) | Topplacering |
| ----------------- | ------------ |
| Danmark           | 24           |
| Sverige           | 7            |

### Fotnoter
1. ↑  ”Dansbandsbloggen”. 30 augusti 2007. Arkiverad från originalet den 18 augusti 2010. https://web.archive.org/web/20100818102614/http://www.dansbandsbloggen.se/2007/08/thorleifs-tillbaka-med-nytt-album.html. Läst 15 maj 2011.
2. ↑  ”Svensk mediedatabas”. http://smdb.kb.se/catalog/id/002255203. Läst 15 maj 2011.
3. ↑  ”Thorleifs”. Arkiverad från originalet den 18 augusti 2010. https://web.archive.org/web/20100818001609/http://www.thorleifs.se/sidor/Skivor/cd-skivor2007varabastaar.html. Läst 15 maj 2011.
4. ↑  Roland Andersson (20 september 2007). ”Thorleifs släpper efterlängtat album” (på svenska). Blekinge läns tidning. https://www.blt.se/kultur-noje/thorleifs-slapper-efterlangtat-album/. Läst 17 juni 2023.
5. ↑  ”Dansbandsbloggen”. 21 oktober 2007. Arkiverad från originalet den 18 augusti 2010. https://web.archive.org/web/20100818101918/http://www.dansbandsbloggen.se/2007/10/rejlt-styrkebesked-frn-thorleifs.html. Läst 15 maj 2011.
6. ↑  ”Dansbandsbloggen”. 16 september 2007. Arkiverad från originalet den 18 augusti 2010. https://web.archive.org/web/20100818102600/http://www.dansbandsbloggen.se/2007/09/s-hr-ser-thorleifs-kommande-album-ut.html. Läst 15 maj 2011.
7. ↑  ”Listplacering”. http://danishcharts.com/showitem.asp?key=71762&cat=a. Läst 15 maj 2011.
8. ↑  ”Listplacering”. http://hitparad.se/showitem.asp?key=71762&cat=a. Läst 15 maj 2011.